# Demokratischer Aufbruch

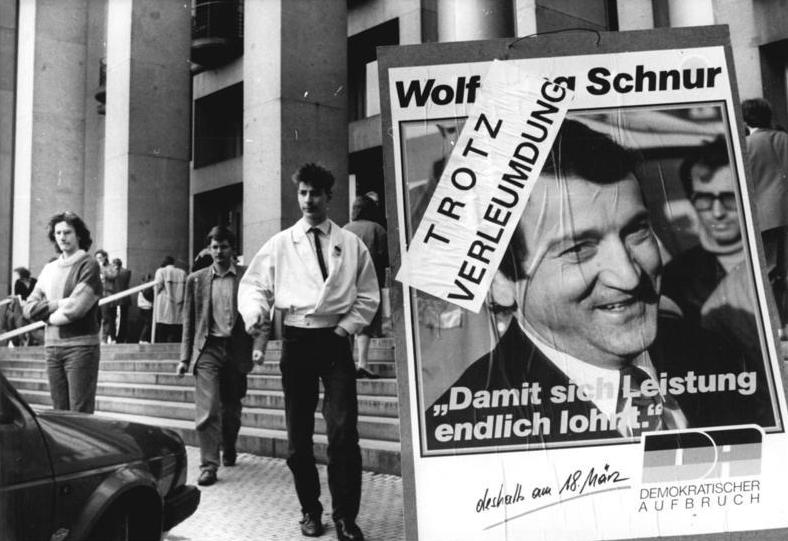
Valplakat med bild på Wolfgang Schnur 1990.

Demokratischer Aufbruch var en oppositionell politisk gruppering i Östtyskland som skapades i oktober 1989 i samband med den fredliga revolutionen och demokratiseringen. 
Partiet grundades officiellt 16-17 december 1989 i Leipzig. En föregångare var en grupp av kyrkliga företrädare som bildats i Östberlin i augusti 1989. Demokratischer Aufbruch krävde reformer av det politiska systemet i DDR. Bland medlemmarna fanns Angela Merkel. I februari 1990 gick man samman i en valallians med Deutsche Soziale Union och CDU. 
Ett bakslag kom när det visade sig att ledaren Wolfgang Schnur var informant till Stasi. Schnur efterträddes av Rainer Eppelmann. Valet blev efter avslöjandet ett stort misslyckande med endast 0,9 % av rösterna. Eppelmann blev minister för avrustning och försvar i den första fritt valda regeringen i Östtyskland. Angela Merkel hade uppdraget som taleskvinna för den sista östtyska regeringen, vilken dominerades av CDU och leddes av Lothar de Maizière. 
4 augusti 1990 gick Demokratischer Aufbruch samman med östtyska CDU som i sin tur gick samman med västtyska CDU i oktober 1990.